# The Best of Simon and Garfunkel
The Best of Simon & Garfunkel és un àlbum de grans èxits de 1999 de Simon & Garfunkel, publicat per Columbia Records. Conté 20 cançons. Va arribar a la posició 174 de la llista Billboard 200 dels Estats Units.

## Llista de cançons
1. «The Sound of Silence» – 3:07
2. «Homeward Bound» – 2:29
3. «I Am a Rock» – 2:52
4. «The Dangling Conversation» – 2:38
5. «Scarborough Fair/Canticle» – 3:10
6. «The 59th Street Bridge Song (Feelin' Groovy)» – 1:55
7. «A Hazy Shade of Winter» – 2:17
8. «At the Zoo» – 2:17
9. «Fakin' It» (versió mono)– 3:12
10. «Mrs. Robinson» – 4:04
11. «Old Friends/Bookends» – 3:57
12. «The Boxer» – 5:10
13. «Bridge Over Troubled Water» – 4:54
14. «Cecilia» – 2:56
15. «The Only Living Boy in New York» – 3:59
16. «Song for the Asking» – 1:52
17. «El Condor Pasa (If I Could)» – 3:08
18. «For Emily, Whenever I May Find Her» (directe) – 2:22
19. «America» – 3:37
20. «My Little Town» – 3:52